# الدوري القبرصي الدرجة الأولى
دوري الدرجة الأولى القبرصي (باليونانية:Πρωτάθλημα Α' Κατηγορίας) (بالتركية:Kıbrıs Birinci Ligi) هي الدرجة الممتازة لكرة القدم في قبرص، ويشارك في الدوري الممتاز 14 نادي. وتم تأسيسه في عام 1934.